# گلندا جکسون
گلندا می جکسون (انگلیسی: Glenda May Jackson؛ ۹ مهٔ ۱۹۳۶ – ۱۵ ژوئن ۲۰۲۳) سیاست‌مدار بریتانیایی عضو حزب کارگر و بازیگر پیشین سینما بود.
گلندا جکسون دو بار برنده جایزه اسکار بهترین بازیگر زن، برای فیلم‌های زنان عاشق (۱۹۷۱) و لمسی از عزت (۱۹۷۴) شد. او در اوایل دهه ۱۹۹۰ میلادی بازنشستگی خود را از سینما اعلام کرد و وارد سیاست شد. گلندا جکسون در سال ۱۹۹۲ به عنوان نماینده حزب کارگر بریتانیا به مجلس عوام راه یافت. با به قدرت رسیدن حزب کارگر در سال ۱۹۹۷ او معاون وزیر ترابری بریتانیا شد و مدتی در مجلس عوام به عنوان یکی از چهره‌های پرسروصدای چپ‌گرا حضور داشت. او از مخالفان حمله به عراق در این مجلس بود.

## گزیده فیلم‌شناسی
- زنان عاشق
- منفی
- این زندگی ورزشی
- ماری، ملکه اسکاتلند
- یکشنبه خونین یکشنبه
- لمسی از عزت
- زن انگلیسی رمانتیک
- هدا
- سلامت
- رنگین‌کمان
- آخرین رقص سالومه
- خاطرات لاک‌پشت